# The National Anthem
Pistes de Kid A
Kid A
(2) How to Disappear Completely
(4)
The National Anthem est la troisième piste de l’album Kid A de Radiohead, sorti en 2000.
La chanson débute par quatre notes répétitives de basse, qui dureront tout le long du morceau. Des influences jazz, voire free jazz (inspiré par Charles Mingus) sur la fin, sont présentes, et la production électronique est très soignée.